# Grote Friese Oorlog
De Grote Friese Oorlog was een gewapend conflict in de 15e eeuw, waarin gedurende negen jaar, tussen 1413 en 1422, sprake was van burgeroorlog in de Zeven Friese Zeelanden (Friesland tussen Vlie en Wezer). 
De oorlog ontstond in Oost-Friesland als gevolg van een uit de hand gelopen vete de tussen twee belangrijkste hoofdelingen, Keno II tom Brok en Hisko Abdena, waarna alle belangrijke partijen in Friesland een zijde kozen en een burgeroorlog ontstond. De oorlog verliep voor alle betrokken partijen met wisselend succes; met uitzondering van de Bronkhorsten in de stad Groningen heeft de oorlog geen enkele partij blijvend voordeel opgeleverd. Op het einde van de oorlog dreigde te gebeuren wat in 1498 het einde van de Friese vrijheid zou betekenen: een buitenlandse heer, Jan van Beieren werd om hulp gevraagd, waarna deze zelf de macht wilde hebben over Friesland. Zijn Hollandse troepen werden echter na korte tijd weer verdreven. Op 1 februari 1422 kwamen alle partijen naar Groningen om vrede te sluiten (Zoen van Groningen).

## Betrokken partijen
In de Grote Friese Oorlog stonden twee partijen tegenover elkaar die samengesteld waren uit verschillende partijen uit heel Friesland. De ene partij bestond uit de Schieringers in Westerlauwers Friesland, de Heeckerens in de stad Groningen, de tegenpartij van de familie Onsta in de Ommelanden en als laatste de partij van Hisko Abdena in Oost-Friesland. De andere partij, die met elkaar de Geallieerden vormden waren de Vetkopers in Westerlauwers Friesland, de Bronckhorsten en de familie Onsta in Oosterlauwers Friesland, en voor Oost-Friesland de partij van de familie Tom Brok.

## Aanleiding
De directe aanleiding tot de oorlog was een uit de hand gelopen vete tussen de Oost-Friese families Tom Brok en Abdena. De ware reden lag veel dieper en was de partijstrijd waarvan sprake was in heel Friesland tijdens de 14e en 15e eeuw. Voortdurend kwamen twisten voor waarin steeds de ene partij reageerde op acties van de andere partij. Bij ieder conflict zochten deze partijen bondgenoten die zelf ook weer vijanden hadden en die dan bondgenoot werden van de andere partij. Wat in alle Friese gebieden ook nog meespeelde waren de belangen van de hoofdelingen, die of uit waren op meer macht dan wel naar evenwicht van de macht streefden. Een groot deel van de partijtwisten waren hier een gevolg van.

## Het verloop van de oorlog

### De aanval op Emden

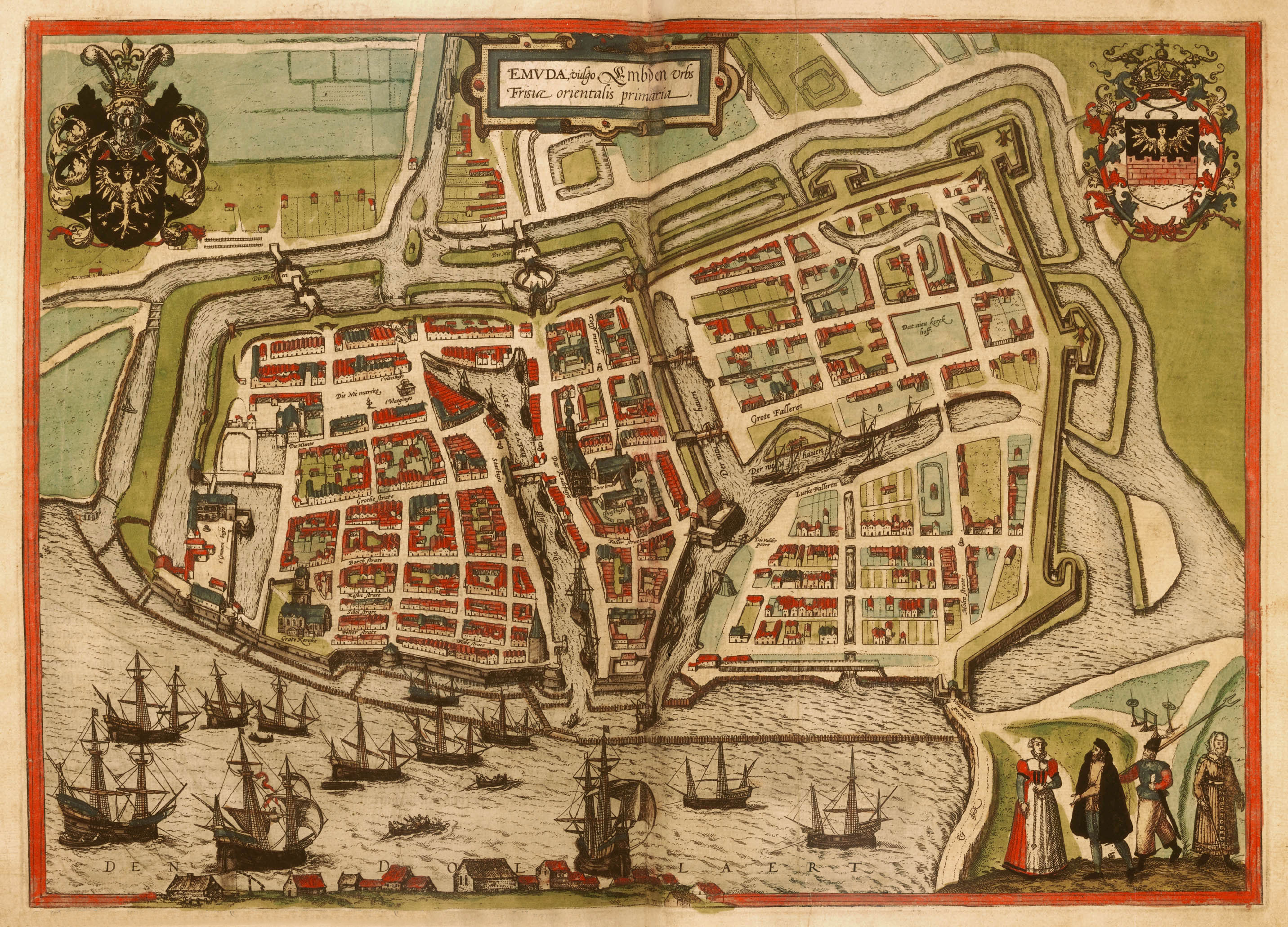
Historische plattegrond van Emden

In Oost-Friesland, waar de oorlog ontstond, was al een tijdlang sprake van een machtsstrijd tussen de families Tom Brok en Abdena. Beide families waren uit op alleenheerschappij in de regio, en hadden al eerder, in 1380 de wapens gekruist, welk conflict resulteerde in de slag bij Loppersum die door de familie Tom Brok gewonnen werd. Daarna was over en weer sprake van verzoeningspogingen, afgewisseld met heftige confrontaties die telkens met vredesgesprekken werden beëindigd. In augustus 1413 liepen de spanningen opnieuw op, toen zeerovers uit Emden knechten van Everd Idzinga aanvielen. Idzinga was een bondgenoot van Keno Tom Brok die de zaak hoog opnam en de kwestie voorlegde aan de raad van de stad Groningen. De raad gaf Keno gelijk en dwong Hisko Abdena tot het vergoeden van de schade. Toen de betaling niet op tijd gedaan werd voelde Keno zich in zijn eer aangetast, waarop hij de stad Emden aanviel, die de hoofdplaats van de familie Abdena was.
Na een kortstondige strijd in Oost-Friesland viel op 21 oktober 1413 Emden in handen van Keno II tom Brok en vluchtte Hisko Abdena naar de Ommelanden. Toen deze bij de stad Groningen arriveerde bleek deze sterk onder invloed te staan van de Bronkhorsten en Onstamannen, die  Vetkopers gezind waren. Het stadsbestuur weigerde hem toe te laten. Dit wekte de woede van de plaatselijke Schieringers. Onder aanvoering van Coppen Jarges werd het stadsbestuur aan de kant geschoven en mocht Hisko de stad in. De Vetkopers uit Groningen en de Ommelanden zochten hun heil bij Keno die zich opwierp als leider. 
Even trad er een rustpauze op in de oorlog. Nieuwe openlijke confrontaties bleven uit tot de tweede helft van het jaar 1415. Gedurende die tijd probeerden de betrokken partijen elkaar wel door middel van piraterij zo veel mogelijk schade toe te brengen. Okko II tom Brok liet daarom een deel van de Ommelanden onder water zetten en de Schieringers onder Koppen Jarich gingen op rooftocht in de Ommelanden om de verdediging te kunnen bekostigen.

### Groningen in Geallieerde handen

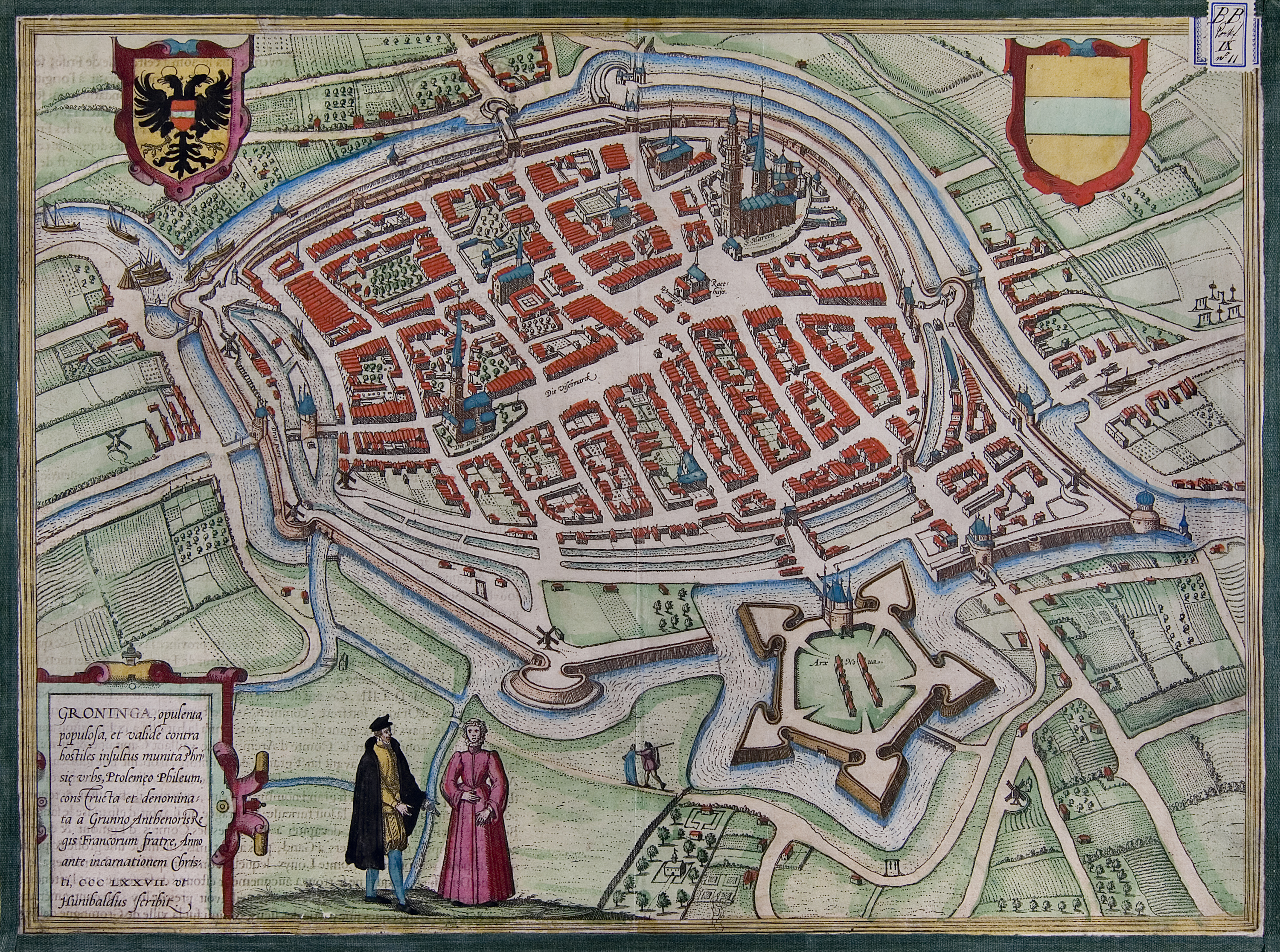
plattegrond van middeleeuws Groningen

De Geallieerde partij maakte plannen om Groningen weer in bezit te krijgen en bracht een grote vloot bijeen. Terwijl de vloot op de komst van de Schieringers wachtten, kwamen veel Ommelandse bondgenoten van Keno tom Brok bij elkaar in Eelde. Van daaruit trok men op naar de stad Groningen. Deze was slecht beveiligd en in de nacht van 13 en 14 september 1415 viel de stad in Geallieerde handen. Toen de vloot van Keno landde, vluchtte Koppen met het Schieringer leger naar Kampen toe en vandaar naar Sneek en later naar Bolsward. Koppen wilde zo snel mogelijk terug om Groningen weer in handen te krijgen en vormde in Westerlauwers Friesland zijn krijgsmacht opnieuw. Ook breidde hij die uit door andere Schieringers te overtuigen mee te vechten tegen Keno en diens partij. Hierbij kreeg hij onverwachtse hulp van Keizer Sigismund van het Heilige Roomse Rijk. Het zwaartepunt van de oorlog verplaatste zich van Oost-Friesland en de stad Groningen, naar het westen van de Ommelanden.

### De Slag bij Okswerderzijl en de aanval op Dokkum
Een sterk Schierings leger trok begin juni 1417 eropuit om de stad Groningen te veroveren. Vanuit Westerlauwers Friesland stak men het riviertje de Lauwers over. Onderweg werd eerst het klooster van Aduard ingenomen om als versterking te kunnen worden gebruikt. Keno, de aanvoerder van de tegenstander, had ondertussen zijn leger uit Oost-Friesland over laten komen om de Ommelanders te helpen. Op 18 juni stonden beide partijen tegen over elkaar bij Okswerderzijl. De Franeker hoofdeling Sicko Sjaerda gaf leiding aan de Schieringertroepen en bij de Geallieerden stond Keno aan het hoofd.
Beide partijen waren in groten getale aanwezig, hetgeen later bleek uit de vele slachtoffers die in de slag sneuvelden. Tijdens de slag vonden zware gevechten plaats waarbij over en weer gruwelijkheden werden begaan. Toch werd de slag door de Geallieerden gewonnen en niet door de Schieringers. Volgens de Friese geschiedschrijver Ubbo Emmius zou de Oost-Friese hoofdeling Fokko Ukena die aan de zijde van Keno meestreed een groot aandeel hebben gehad in het verloop van de slag. Aan Schieringer zijde sneuvelden ruim 500 strijders en werden 400 gevangengenomen. De overige Schieringers sloegen op de vlucht. Ook bij de overwinnaars vielen veel slachtoffers, al is het precieze aantal daarvan niet overgeleverd.
Keno had de Schieringers in de tang, maar kon ze niet definitief verslaan, want door ziekte werd hij gedwongen terug te keren naar Brookmerland. Twee dagen na de overwinning sloten Groningen, Hunsingo en Fivelgo een nieuw verbond waarbij zij elkaar beloofden niet langer een buitenlandse heerser te zullen erkennen. Een deel van Keno's leger bleef in Groningen achter onder leiding van Fokko Ukkena en Sibet van Riustringen. Zij zetten de achtervolging in op de Schieringers die richting Achtkarspelen waren gevlucht en daarbij maakten zij zich schuldig aan plunderingen en roverij.

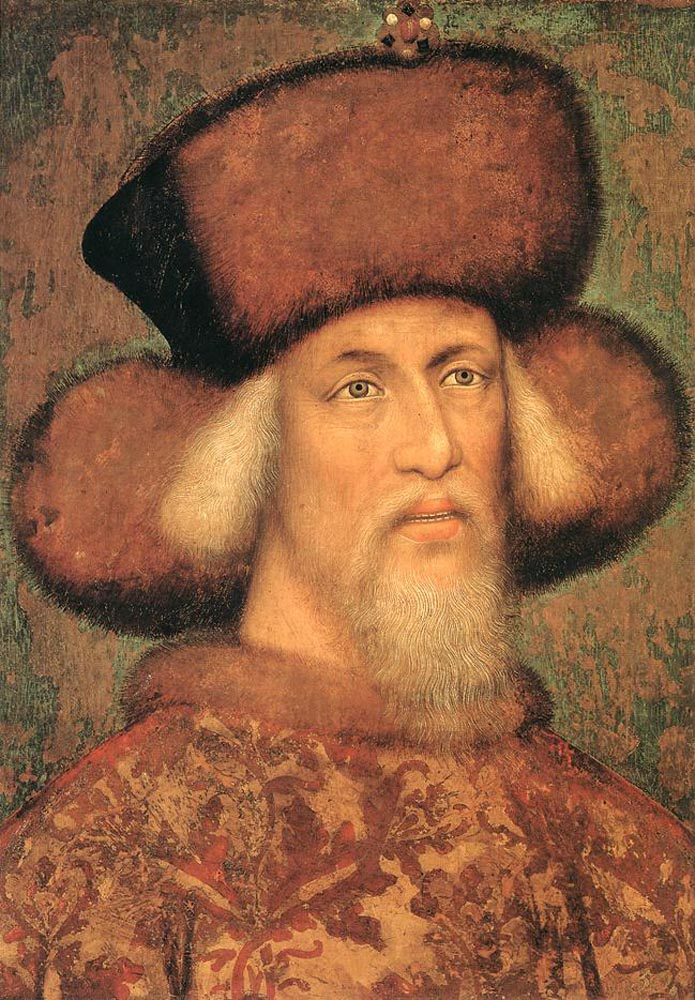
Portret van Sigismund

Door de nederlaag bij Okswerderzijl was de Schieringer partij in 'Friesland' ernstig verzwakt geraakt. De Schieringers zochten hulp en dachten die bij de Roomse koning Sigismund te hebben gevonden. Deze zegde weliswaar steun toe, maar stuurde geen militaire troepen. Hierdoor kon het Geallieerde leger in Achtkarspelen ongehinderd doorgaan met de Schieringers in Westerlauwers Friesland hun wil op te leggen. Alleen op zee slaagden zij erin de Geallieerden dwars te zitten door middel van piraterij. De Victualiënbroeders waren hun daarbij behulpzaam. Voor de piraten was de stad Dokkum met haar vestingwerken van groot strategisch belang. Daarom viel het Geallieerde leger in 1418 onder leiding van Fokko Ukena Dokkum aan. Het kostte hun niet veel moeite om de stad in handen te krijgen. Dokkum werd gebrandschat en militair onschadelijk gemaakt door de stadswallen te slechten. Het grootste deel van de bewapende Schieringers hield zich echter op bij de stins van Ezumazijl, waar de strijd zich naartoe verplaatste. Bij Ezumazijl ging het er veel heftiger aan toe dan bij Dokkum. De aanvallers hadden bijna opgegeven, toen de verdedigers zich toch nog overgaven en de vesting ingenomen kon worden.

### De inval van Fokko Ukena in Westerlauwers Friesland

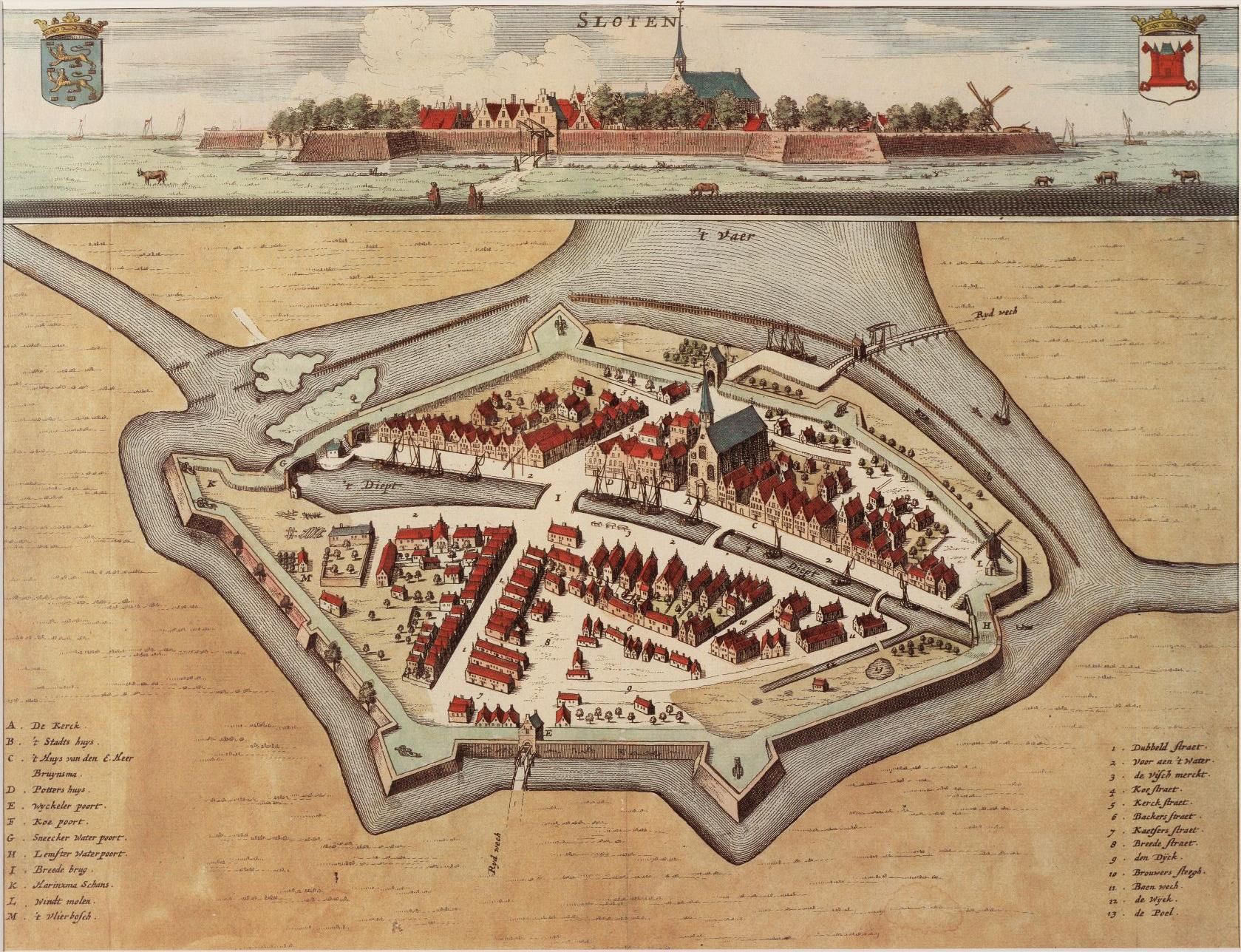
Historische plattegrond en afbeelding van Sloten

Door de Schieringers op eigen bodem te verslaan deelden de Geallieerden de Schieringers een gevoelige tik uit. De macht van de Schieringers was zo goed als gebroken en zij waren bereid vrede te sluiten met de overwinnaars. Om het plunderen te stoppen betaalden zij een schatting van enkele duizenden Frankische schilden. Daarna vertrok het Geallieerde leger en begonnen de vredesbesprekingen. Deze gesprekken vonden plaats onder leiding van Nikolaus Bunzlau, een gezant van de Roomse koning. De Geallieerden betaalden hem 10.000 Rijnse guldens om de 'acht' van Sigismund af te kopen en deden een voorstel tot vrede aan de Schieringers. De zoen was in vergevorderd stadium toen de overwinning van Sikke Sjaarda op een Vetkopers legertje bij Franeker bekend werd. Dat voorval en het feit dat Bunzlau nog wat twijfels had over de acceptatie van het Geallieerde voorstel was reden voor de Geallieerden om de vredesbesprekingen te beëindigen.
De Schieringers van hun kant gingen op zoek naar nieuwe bondgenoten en vonden deze bij de bisschop van Munster en Sibet van Rüstringen. Aldus versterkt deden zij een aantal aanvallen op Vetkoperse bolwerken in Westerlauwers Friesland. Op 30 april 1420 veroverden ze de stad Bolsward op de Vetkopers. De Geallieerden reageerden meteen en onder leiding van Fokko Ukena voer een vloot via het Vlie richting Hindeloopen. De Schieringers werden verrast door de snelle komst van Ukena, maar slaagden er wel in spoedig een leger op de been te brengen. De leiding van dit leger was opnieuw in handen van Sikke Sjaarda en op 12 mei 1420 stonden beide legers tegenover elkaar bij de Palesloot vlak bij Hindeloopen (Slag aan de Palesloot). Voor Fokko en Sikke was het de tweede keer dat zij elkaar op het slagveld troffen, en wederom kwam Fokko als overwinnaar uit de strijd. Hij nam veel Schieringers gevangen, maar een groot deel slaagde erin te ontsnappen naar Sloten en Stavoren. Fokke trok naar Sloten, waar Sikke zich ophield, en belegerde de stad.
De belegerde Schieringers zochten hun heil bij Jan van Beieren die een leger stuurde onder leiding van Hendrik van Renesse. De Geallieerden werden verrast door de komst van dit leger naar Friesland. Op 11 juli 1420 kwam het bij Sloten tot een veldslag die door de Geallieerden werd verloren. Fokko Ukena wist te ontsnappen, maar een aantal belangrijke hoofdelingen werd gevangengenomen.

## Vredesgesprekken
Na zeven jaar oorlog leek iedereen in Friesland oorlogsmoe te zijn geworden. Op 5 augustus 1420 sloten Okko II tom Brok en de partij van Sikke Sjaarda een wapenstilstand voor de duur van twintig jaar, en op 14 september 1420 sloten de deellanden Oostergo en Westergo een verdrag met de stad Groningen, Ommelanden en Okko II tom Brok. Gedurende deze vredesbesprekingen is er nog wel een conflict bij Midlum waar het klooster van Lúntsjerk door de monniken van Blomkamp wordt aangevallen en slechts twaalf dagen na de bestandsafkondiging vallen de Geallieerden alweer aan. De stad Staveren wordt door hen grotendeels in brand gestoken en Koppen Jarich is een van de slachtoffers. Bij Dokkum en Lemmer verschijnen de Vitaliebroeders die zich hier vestigen om van daaruit op zee te roven. Gevluchte Schieringers vragen bij Jan van Beieren in Holland om hulp.

### De tussenkomst van Jan van Beieren
Op voorwaarde dat de Schieringers hem als hun heer zouden erkennen stuurde Jan van Beieren militairen naar Westerlauwers Friesland. Onder leiding van Hendrik van Struik en Gerard van Heemskerk arriveerde in maart 1421 een Hollands leger om Friesland te "bevrijden". De Hollandse graaf was echter meer van plan. Hij wilde Westerlauwers Friesland niet alleen onder zijn invloed brengen maar wilde het ook behouden en stuurde daarom steeds meer troepen naar het gebied. Met hulp van de Hollanders werden Geallieerde steunpunten heroverd en op 24 maart 1421 werd de belangrijkste stad van Westerlauwers Friesland, Leeuwarden, ingenomen. Een grote Geallieerde aanval bleef uit, maar er werd wel geplunderd door benden zeerovers. Een van die benden werd in de omgeving van Dokkum door een Hollands legertje verslagen.
Okko II tom Brok werd oorlogsmoe en wilde vrede sluiten met Schieringers. Op 15 juli 1421 kwamen alle partijen bijeen in Grietzijl, Emsingerland voor een vredesgesprek. Jan van Beieren deed daarbij het woord voor de Schieringers, bij de Geallieerden waren dat Okko en Sibet Papinga. De uitkomst van de besprekingen werd vastgelegd in een zoen. De grens tussen beide partijen werd getrokken op de Lauwers. Westelijk daarvan kreeg hertog Jan het voor het zeggen, oostelijk daarvan Okko, Sibet en de stad Groningen. Alle hoofdelingen die tijdens de oorlog waren gevlucht mochten terugkeren en kregen hun bezittingen terug. Ondanks alle goede bedoelingen was deze zoen geen succes. Sikke Sjaarda zorgde spoedig voor problemen omdat hij zich inliet met zeerovers. Voorts kregen de Schieringers hun bekomst van de bemoeienissen van Jan van Beieren die onverdroten door bleef gaan met het opbouwen van zijn macht in Friesland en op diverse plaatsen versterkingen liet bouwen. De Schieringers kwamen massaal tegen hem in opstand, overal werden de Hollanders omsingeld en belegerd en op 18 januari 1422 slaagden de Friezen erin om Lemmer in te nemen, een belangrijk steunpunt van Jan van Beieren in Friesland. Daarmee verloor deze vrijwel al zijn gezag in Friesland. De Geallieerden wilden evenals de Schieringers niet hebben dat Jan te machtig werd en spoedig werden de vredesbesprekingen hervat.

### De Zoen van Groningen
Uiteindelijk werd op 1 februari 1422, na negen jaar oorlog door alle betrokken partijen definitief vrede gesloten. Het verdrag werd door vierennegentig hoofdelingen ondertekend. Een van de belangrijkste punten die in het verdrag werden vastgelegd was het in stand houden van de "Friese vrijheid"; buitenlandse heren moesten uit Friesland geweerd worden.

## Gevechten en veldslagen
- 1413 - Verovering van Emden
- 1415 - Omkeer van Groningen
- 1417 - Slag bij Okswerderzijl
- 1418 - Slag bij Dokkum
- 1419 - Slag bij Miedum
- 1420 - Slag aan de Palesloot
- 1420 - Slag bij Sloten